# Klasztor boromeuszek w Brzegu Dolnym
Zespół klasztorny ss. boromeuszek w Brzegu Dolnym, położony przy Al. Jerozolimskich, składa się z domu zakonnego, budynku szpitala i budynku dawnego sierocińca, kaplicy klasztornej, cmentarza zakonnego i domu św. Anny. W pobliżu klasztoru znajduje się kaplica św. Jadwigi (z 1665 r.) z przyległym cmentarzem oraz 14 kaplic drogi krzyżowej (z lat 1701–1740) wzdłuż Al. Klasztornej.

## Historia
Właścicielka Brzegu Dolnego hrabina Dorothea von Lazareff-Hoym zaplanowała budowę klasztoru, w 1860 r. uzyskała zezwolenie biskupa wrocławskiego i przełożonej boromeuszek na Śląsku Heleny Tichy.
Pierwsze trzy siostry boromeuszki przybyły do miasta w 1860 r. z Nysy i zajęły tymczasowy dom, w którym zorganizowały sierociniec. Szybko powiększająca się liczba podopiecznych wymogła budowę dużego budynku klasztornego. Środki na budowę pozyskano ze zbiórki publicznej i po zebraniu 14 tysięcy talarów przystąpiono w latach 1866–1867 do budowy. Powstał niewielki szpital (na 10 łóżek), klasztor, kaplica i sierociniec dla 70 wychowanków. Liczba zakonnic powiększyła się do siedmiu. Przed budynkiem klasztoru umieszczono dwie figury barokowe z 1774: NMP z Dzieciątkiem oraz św. Jadwigi.
Okres Kulturkampfu przyniósł zakaz opieki nad małoletnimi, dlatego sierociniec zamieniono na dom opieki dla dorosłych. W oddzielnym budynku powstało pierwsze w mieście przedszkole. Przyległy zakład ceramiczny zakon zakupił w 1886 r. w celu zorganizowania tam szpitala psychiatrycznego. Jednak nakaz władz zmusił zakon do wybudowania w 1895 r. odrębnego budynku na ten cel, tzw. domu św. Anny. Rok później powstał dom spokojnej starości dla boromeuszek. Rozbudowano również szpital. W 1897 r. założono cmentarz klasztorny. Pochowanych jest tu 876 zakonnic, które grzebano w latach 1890–2011.
Po 1945 r. nowe władze polskie pozwoliły boromeuszkom pozostać w dolnobrzeskiej siedzibie, ponieważ większość zakonnic była Ślązaczkami polskiego pochodzenia. Dom św. Anny stał się od 1945 r. siedzibą zakonu Sióstr Franciszkanek Rodziny Maryi.
12 października 1964 r. władze PRL usunęły 80 zakonnic z ich klasztoru i szpitala. Przeniesiono je do budynku dawnej administracji szpitala, nieprzystosowanego dla potrzeb mieszkalnych. Wśród eksmitowanych zakonnic sporą grupę stanowiły siostry w podeszłym wieku i chore. Według władz powodem tej akcji było pozyskanie obiektu na szpital państwowy. Według relacji świadków eksmisja sióstr odbyła się przy udziale oddziałów ZOMO, przybyłych z Wrocławia oraz posiłków MO z sąsiednich miejscowości. Po przeniesieniu ss. boromeuszek, na polecenie władz dokonano zamurowania przejścia do kaplicy z dawnego budynku sióstr, co zmusiło zakon do wybudowania specjalnego przejścia na filarach, łączącego siedzibę zakonu z kaplicą klasztorną, przylegającą do szpitala. Od tego czasu chorzy przebywający w szpitalu nie mogli korzystać z uczestniczenia we mszy. Dopiero po 46 latach przywrócono dawne przejście, a  pod koniec lat 1990. ss. boromeuszkom przywrócono własność budynków szpitala. W styczniu 2014 r. Gmina Brzeg Dolny wykupiła od nich budynek szpitala.